# 内藤重頼
内藤 重頼（ないとう しげより）は、江戸時代初期の旗本、のち大名。高遠藩内藤氏第5代（第6代とする説あり）。

## 生涯

### 生い立ちと初期の経歴
寛永5年（1628年）、安房勝山藩第2代藩主・内藤正勝の長男として誕生する。寛永6年（1629年）に正勝が死去すると、重頼は幼少のため、遺領2万石のうち5000石のみを相続した。減封にともない内藤家は大名から旗本となり、安房勝山藩は廃藩となった。
万治3年（1660年）の定火消を皮切りに、書院番頭、大番頭、御側衆を歴任した。寛文2年（1662年）には従五位下若狭守に叙任した。延宝4年（1676年）、所領を安房国長狭郡から下野国内に移封される。

### 内藤家中興の祖
延宝8年（1680年）、徳川綱吉の長男徳松の傅役に就任し、上総国・常陸国・下野国内で3000石を加増され、合わせて8000石を領した。徳松死後の貞享元年（1684年）、若年寄となり常陸国内で5000石を加増、合計1万3000石となり内藤家は大名に復帰する。翌貞享2年には大坂城代に転じ、摂津国・河内国内で2万石を与えられ3万3000石となる。貞享4年（1687年）には京都所司代を命ぜられ、従四位下侍従に叙任した。
元禄3年（1690年）11月27日、63歳で死去した。男子がなかったため、正勝の妹の子で天和元年（1681年）に養子としていた甥の清枚（旗本水野守政の次男）に跡を継がせた。清枚は元禄4年（1691年）に信濃高遠藩へ移封され、以後高遠藩内藤氏は明治維新まで約180年間存続した。
重頼は寛文8年（1668年）、父・正勝の葬儀を行った僧・太宗に寺地を寄進し、江戸に太宗寺を創建している。重頼自身は京都の金戒光明寺に埋葬されたが、その後も太宗寺は高遠藩内藤氏の菩提寺となった。